# Ceresium gracilipes
Ceresium gracilipes är en skalbaggsart som beskrevs av Leon Fairmaire 1881. Ceresium gracilipes ingår i släktet Ceresium och familjen långhorningar.
Artens utbredningsområde är Fiji. Inga underarter finns listade i Catalogue of Life.